# Langkan (Langgam)
Langkan is een bestuurslaag in het regentschap Pelalawan van de provincie Riau, Indonesië. Langkan telt 2801 inwoners (volkstelling 2010).